# Maud Barger-Wallach
Maud Barger-Wallach, ameriška tenisačica, * 15. junij 1870, New York, ZDA, † 2. april 1954, Baltimore, ZDA.
Maud Barger-Wallach je največji uspeh kariere dosegla leta 1908, ko je v posamični konkurenci osvojila Nacionalno prvenstvo ZDA, v finalu je premagala Evelyn Sears. Še dvakrat se je uvrstila v finale, v letih 1906, ko jo je v finalu premagala Helen Homans, in 1909, ko jo je v finalu premagala Hazel Hotchkiss Wightman. V finalu je zaigrala tudi v konkurenci ženskih dvojic leta 1912. Leta 1958 je bila sprejeta v Mednarodni teniški hram slavnih.

## Finali Grand Slamov

### Posamično (3)

#### Zmage (1)
| Leto | Turnir                   | Nasprotnica v finalu | Rezultat finala |
| 1908 | Nacionalno prvenstvo ZDA | Evelyn Sears         | 6–3, 1–6, 6–3   |

#### Porazi (2)
| Leto | Turnir                       | Nasprotnica v finalu     | Rezultat finala |
| 1906 | Nacionalno prvenstvo ZDA     | Helen Homans             | 6–4, 6–3        |
| 1909 | Nacionalno prvenstvo ZDA (2) | Hazel Hotchkiss Wightman | 6–0, 6–1        |

### Moške dvojice (1)

#### Porazi (1)
| Leto | Turnir                   | Partnerica             | Nasprotnici v finalu              | Rezultat finala |
| 1912 | Nacionalno prvenstvo ZDA | Mrs. Frederick Schmitz | Dorothy Green Mary Kendall Browne | 2–6, 7–5, 0–6   |